# Арланди, Эннио
Эннио Арланди (итал. Ennio Arlandi; род. 21 января 1966, Тортона) — итальянский шахматист, международный мастер (1987).
Чемпион Италии 2000 года.
Многократный участник различных соревнований в составе национальной сборной по шахматам:
- 11 олимпиад (1982, 1988—2006). Выиграл 2 золотые медали в индивидуальном зачёте (1988 и 1994).
- 6 командных чемпионатов Европы (1989—2003).
- 12 Кубков Митропы[нем.] (1980—1982, 1988—1990, 1995—2000, 2003—2004). Выиграл 2 медали в команде: серебряную (1981) и бронзовую (1990).

В составе различных команд участник 5-и Кубков европейских клубов (1984, 1998—1999, 2005, 2010).
Участник 3-х личных чемпионатов Европы (2001, 2003, 2006).

## Изменения рейтинга
| Графики недоступны из-за технических проблем. См. информацию на Фабрикаторе и на mediawiki.org. |